# Narcissus javieri
Narcissus javieri är en amaryllisväxtart som först beskrevs av Abílio Fernandes, och fick sitt nu gällande namn av Francisco Javier Fernández Casas. Narcissus javieri ingår i släktet narcisser, och familjen amaryllisväxter.
Artens utbredningsområde är Portugal. Inga underarter finns listade i Catalogue of Life.